# Вашарейца
Вашарейца или понякога книжовно Вашаревица (на македонска литературна норма: Вашарејца) е село в южната част на Северна Македония, в община Могила.

## География
Селото е равнинно разположено в областта Пелагония, североизточно от град Битоля. Вашарейца е ЖП спирка на ЖП линията свързваща градовете Прилеп и Битоля. От изток на селото протича Църна река.

## История
В XIX век Вашарейца е изцяло българско село в Битолска кааза на Османската империя. Църквата в селото „Свети Георги“ е започната в 1863 година.
Според статистиката на Васил Кънчов („Македония. Етнография и статистика“) от 1900 г. Вашарейца или Вощарица има 350 жители, всички българи християни.
В началото на XX век населението на селото е под върховенството на Българската екзархия. По данни на секретаря на екзархията Димитър Мишев („La Macédoine et sa Population Chrétienne“) през 1905 година във Вощерейца има 160 българи екзархисти.
При избухването на Балканската война в 1912 година 2 души от Вашарейца са доброволци в Македоно-одринското опълчение.
| Година    | 1948 | 1953 | 1961 | 1971 | 1981 | 1991 | 1994 | 2002 |
| --------- | ---- | ---- | ---- | ---- | ---- | ---- | ---- | ---- |
| Население | 351  | 419  | 502  | 468  | 474  | 333  | 231  | 202  |

Според преброяването от 2002 година селото има 202 жители, всички северномакедонци.
| Националност     | Всичко |
| северномакедонци | 202    |
| албанци          | 0      |
| турци            | 0      |
| цигани           | 0      |
| власи            | 0      |
| сърби            | 0      |
| бошняци          | 0      |
| други            | 0      |

## Личности
Родени във Вашарейца
- Христо Босев, четник на ВМОРО[6]